# Liste der Monuments historiques in Verbiesles
Die Liste der Monuments historiques in Verbiesles führt die Monuments historiques in der französischen Gemeinde Verbiesles auf.

## Liste der Immobilien
| Bezeichnung                 | Beschreibung                                     | Standort                      | Kennzeichnung | Schutzstatus | Datum | Bild           |
| --------------------------- | ------------------------------------------------ | ----------------------------- | ------------- | ------------ | ----- | -------------- |
| Brücke über die Marne       | dreibogige Brücke, nach 1731; Brückenkreuz, 1853 | Rue de la Marne (Lage)        | PA52000012    | Inscrit      | 1999  |                |
| Château du Val-des-Écoliers | Toranlage, 1713 von Jean-Baptiste Bouchardon     | nordwestlich des Ortes (Lage) | PA00079260    | Inscrit      | 1926  | weitere Bilder |

## Liste der Objekte
| Bezeichnung | Beschreibung | Standort                                       | Kennzeichnung | Schutzstatus | Datum | Bild |
| ----------- | --- | ---------------------------------------------- | ------------- | ------------ | ----- | ---- |
| Hauptaltar  | Altartisch, Altaraufbau, Tabernakel, Exposition und Altarleuchter; Holz, farbig gefasst und vergoldet, Ende des 18. Jahrhunderts | in der Kirche Notre-Dame-en-sa-Nativité (Lage) | PM52001247    | Classé       | 1971  |      |